# Kelley Mack
Kelley Mack, geboren als Kelley Lynne Klebenow (Cincinnati (Ohio), 10 juli 1992 – aldaar, 2 augustus 2025) was een Amerikaans actrice. Ze was het meest bekend van haar rol als Addy in het negende seizoen van The Walking Dead (2018–2019). Ook speelde ze rollen in de films Profile en Broadcast Signal Intrusion.

## Persoonlijk
Mack had een jongere zus en een jongere broer, acteur Parker Mack.
Ze overleed op 33-jarige leeftijd op 2 augustus 2025 in Cincinnati aan een glioom.

## Filmografie

### Films
| Jaar | Film                       | Rol                  |
| ---- | -------------------------- | -------------------- |
| 2018 | Profile                    | Geconverteerde vrouw |
| 2021 | Broadcast Signal Intrusion | Alice                |

### Televisie
| Jaar      | Serie            | Rol             | Extra  |
| --------- | ---------------- | --------------- | ------ |
| 2018–2019 | The Walking Dead | Addy            | 5 afl. |
| 2019      | 9-1-1            | Vrouw           | 1 afl. |
| 2022      | Chicago Med      | Penelope Jacobs | 1 afl. |